# Thanh đạm nhớt
Thanh đạm nhớt hay thanh đạm cỏ, thanh đạm lá đỏ (danh pháp hai phần: Coelogyne viscosa) là một loài phong lan.
Cây phân bố ở Ấn Độ, Malaysia, Myanmar, Thái Lan, Lào, Trung Quốc, Việt Nam. Tại Việt Nam, cây có mặt ở các khu vực: Gia Lai, Đà Lạt, Kon Tum, Đắk Lắk.

## Hình ảnh

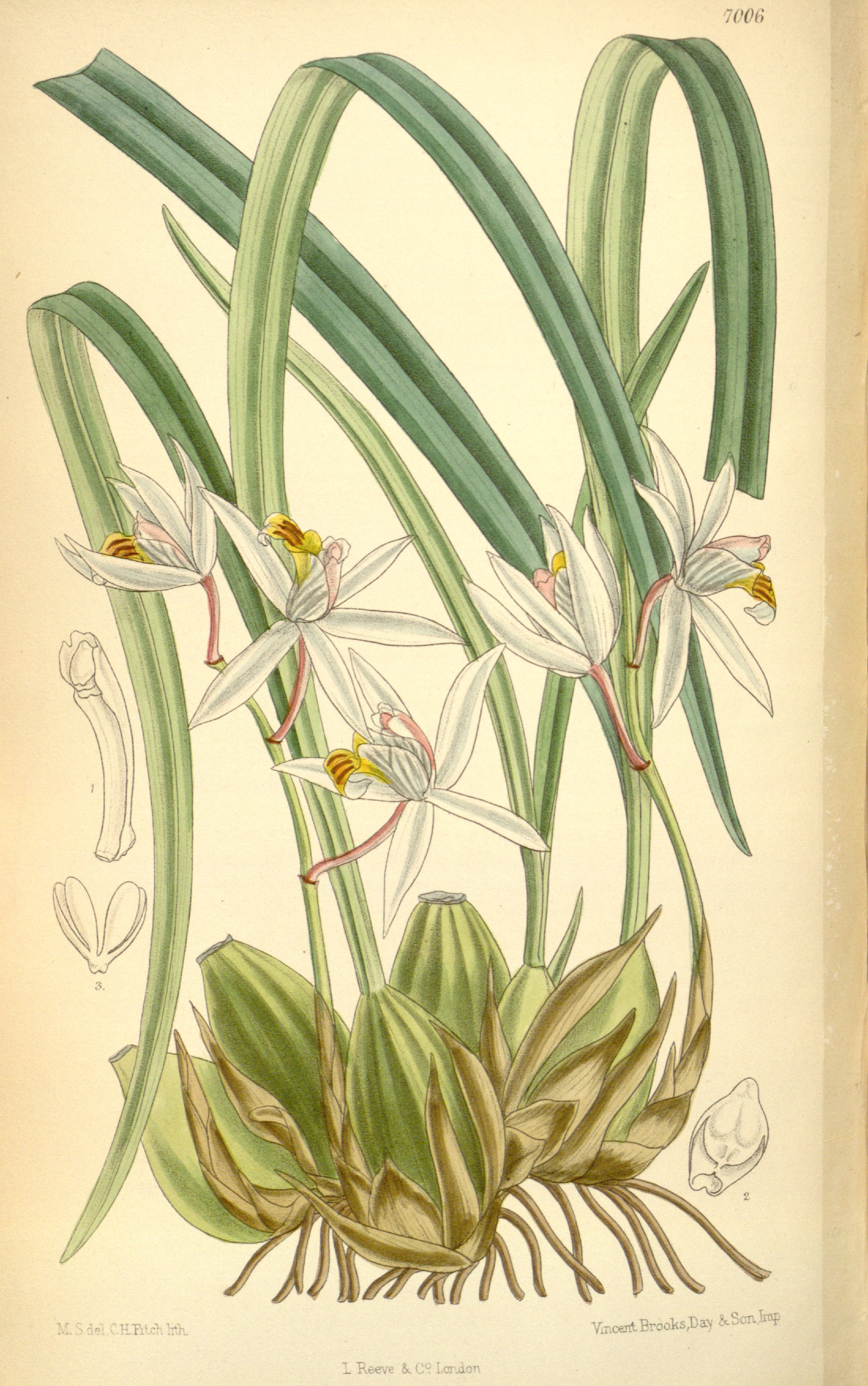
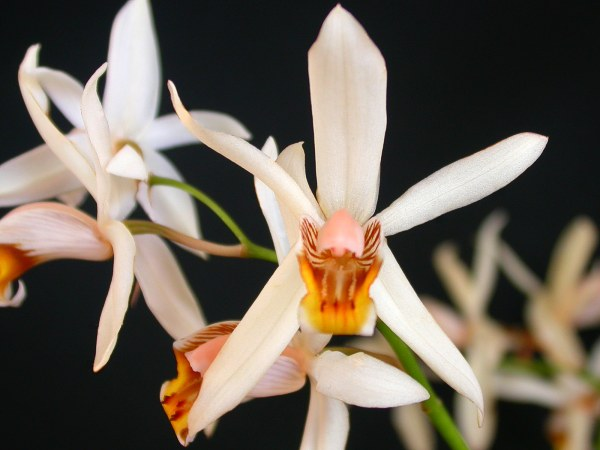